# 茶々 天涯の貴妃
『茶々 天涯の貴妃』（ちゃちゃ てんがいのおんな）は、2007年12月22日に公開された日本映画。井上靖の小説『淀どの日記』を原作に、豊臣秀吉（羽柴秀吉）の側室である浅井茶々（淀殿）の生涯を描く。主演の和央ようかは本作が初出演映画であり、初めて女性を演じた作品である。
製作費は10億円で、そのうち1億円が衣装代にあてられ、7000万円かけて撮影用に伏見城を改修した。2007年9月20日にクランクインし、11月中旬にクランクアップした。
2008年、第3回おおさかシネマフェスティバルにおいて、和央ようかが本作で主演女優賞を、谷村美月が本作と『檸檬のころ』、『魍魎の匣』で助演女優賞を受賞した。
本編のDVDは2008年6月21日発売。

## スタッフ
- 監督：橋本一
- ヘッドプロデューサー：坂上順
- 原作：井上靖
- 脚本：高田宏治
- 撮影：栢野直樹
- 照明：杉本崇
- 録音：松陰信彦
- 音楽：海田庄吾
- コーラス：鈴木重子

## キャスト
- 茶々：和央ようか
- はつ：富田靖子
- 小督：寺島しのぶ
- 大蔵卿局：高島礼子
- 北政所：余貴美子
- お市：原田美枝子
- おまあ：吉野公佳
- 後藤基次：平岳大
- 長曽我部盛親：中丸新将
- 前田玄以：高橋長英
- 根津甚八：辻本一樹
- 望月六郎：高木英一
- 毛利勝永：松永鉄九郎
- 大野治長：近藤公園
- 豊臣秀頼：中林大樹
- 真田幸村：黄川田将也
- きく：メイサツキ
- 千姫：谷村美月
- 本多正信：松重豊
- 徳川家康：中村獅童
- 豊臣秀吉：渡部篤郎
- 織田信長：松方弘樹（特別出演）
- 柴田勝家：谷口高史
- 京極忠高：真島公平
- 京極竜子：魏涼子
- 織田有楽斎：土平ドンペイ
- 佳乃：黒木真耶
- 弥助：ジョージ・ウィリアムズ・マファゼ
- 秀吉の側室：三都井美衣（富山テレビアナウンサー）、渡辺亜里（石川テレビアナウンサー）、圓山詩織（福井テレビアナウンサー）
- 茶々（幼少期）：菅野莉央
- はつ（幼少期）：清水萌々子
- 小督（幼少期）：山田夏海
- 豊臣秀頼（幼少期）：一井直樹、松島海斗
- 千姫（幼少期）：佐々木麻緒
- きく（幼少期）：尾崎千瑛
- 薄田兼相：春田純一
- 木村重成：唐渡亮
- （役名不詳）：大家由祐子
- 柴田家家臣：福本清三

## 主題歌
- Sowelu「光」（作詞：Sowelu、作曲：Miki Watanabe、編曲：Aki Hisakawa）

## ロケ地
- 伏見桃山城キャッスルランド跡（伏見桃山城運動公園）

## その他
- 本作は当初米倉涼子の主演を予定していたが、より悪女を演じたいという本人の希望と合わなかったため降板している[4]。